# Historischer Atlas von Baden-Württemberg
Der Historische Atlas von Baden-Württemberg (HABW) ist ein zwischen 1972 und 1988 erschienener, 120 Kartenblätter und Beiworte umfassender historischer Atlas auf wissenschaftlicher Grundlage und behandelt im Wesentlichen das Gebiet Baden-Württembergs, teilweise auch benachbarte Gebiete.

## Allgemeines
Der HABW wurde zwischen 1972 und 1988 in elf Teillieferungen veröffentlicht. Herausgeberin ist die Kommission für geschichtliche Landeskunde in Baden-Württemberg (KgL). Der Atlas wird vertrieben vom Landesvermessungsamt Baden-Württemberg. Die wissenschaftliche Gesamtleitung lag bei Karl Heinz Schröder, Meinrad Schaab, Hektor Ammann, Willi Beck, Elmar Blessing, Hermann Grees, Walter Grube, Friedrich Huttenlocher, Hans Jänichen, Helmut Kluge, Hans-Martin Maurer und Max Miller. Die Redaktion lag bei Joseph Kerkhoff, Gerd Friedrich Nüske und Michael Klein.
In Zusammenarbeit mit dem Landesamt für Geoinformation und Landentwicklung Baden-Württemberg (ehemals: Landesvermessungsamt Baden-Württemberg), dem Landesarchiv Baden-Württemberg und der Abteilung Landesgeschichte des Historischen Instituts der Universität Stuttgart wurde der HABW – fast sämtliche Karten und Beiworte mit Zeichenerklärungen und Gemeindeschlüsselverzeichnis – digitalisiert und im Mai 2015 auf dem landeskundlichen Informationsportal LEO-BW online gestellt. Viele Karten wurden georeferenziert und mit erweiterter Funktionalität ins GIS-Modul integriert, so dass sich zu Orten und Sehenswürdigkeiten weitere Themen einblenden lassen.

## Aufbau
Der Atlas besteht aus Kartenblättern, Beiworten und einem Registerband. Die 120 Kartenblätter sind farbig und haben meist das Format 46 cm × 52 cm (Hochformat) und den Maßstab 1:600.000. Zu jeder Karte gehört ein detailliertes Beiwort, das zum Teil weitere Karten und Graphiken beinhaltet. Die Beiworte umfassen insgesamt 1700 Seiten im Format DIN A4 und bilden zusammen ein umfassendes Arbeitsbuch zur baden-württembergischen Landesgeschichte. Der Registerband weist etwa 22.000 Orts- und Landschaftsnamen nach.

## Sachgruppen
Die Karten und Beiworte sind zu zwölf Sachgruppen geordnet. Diese sind:
I. Alte Karten

II. Grundkarten, allgemeine Karten zur Landesnatur

III. Vor- und Frühgeschichte

IV. Entwicklung der Kulturlandschaft, Siedlungsgeschichte

V. Politische Geschichte: Früh- und Hochmittelalter

VI. Politische Geschichte: Hochmittelalter bis Französische Revolution

VII. Politische Geschichte: 19. und 20. Jahrhundert

VIII. Kirchengeschichte

IX. Rechts- und Kulturgeschichte

X. Verkehrsgeschichte

XI. Wirtschaftsgeschichte

XII. Bevölkerungs- und Sozialgeschichte